# 라트비아 소총병
라트비아 소총병(라트비아어: Latviešu strēlnieki, 러시아어: Латышские стрелки)은 제1차 세계대전 와중인 1915년, 러시아 제국군이 발트 지역 방어를 위해 라트비아에서 편성한 부대들을 말한다. 원래 의용병대대로 편성되었다가 1916년 라트비아인들에 대한 징병제가 실시되면서 연대급을 거쳐 사단급으로 확대되었다. 사단급일 때 병력은 4만 여명이었다.
러시아 혁명 와중에 볼셰비키에 가담한 라트비아 소총병들은 소련의 비밀경찰, 적색테러부대인 체카의 인적 전신이 되었다.

## 같이 보기
- 제1차 세계 대전의 여파
- 라트비아 독립 전쟁
- 동부상급지휘관